# شیخانبر
شیخانبر، روستایی از توابع بخش مرکزی شهرستان لاهیجان در استان گیلان ایران است. مرقد شیخ زاهد گیلانی نیز در این محله واقع است.

## جمعیت
این روستا در دهستان لیالستان قرار دارد و براساس سرشماری مرکز آمار ایران در سال ۱۳۸۵، جمعیت آن ۹۵۲ نفر (۲۷۳خانوار) بوده‌است.